# Хенераль-Сантос
Генерал-Сантос ( себ. Dakbayan sa Heneral Santos; ілонгго Dakbanwa/Syudad sang Heneral Santos; філ. Lungsod ng Heneral Santos; раніше називалось Dadiangás; скороченно G.S.C. або GenSan) — найпівденніше місто Філіппін. Згідно класифікації це високо урбанізоване місто першого класу. Генерал-Сантос займає п'ятнадцяте місце в країні за чисельністю населення і згідно з переписом населення 2015 року налічує 594 446 жителів. Генерал-Сантос є регіональним центром торгівлі і промисловості регіону Сокксксарген і географічно розташоване в провінції Південне Котабато, але має уряд незалежний від цієї провінції.
Місто назване на честь генерала Пауліно Сантоса, колишнього Генерал-командувача філіппінської армії, і провідного піонера цього поселення.

## Історія
Першими жителями Генерала-Сантоса був кочовий народ білаани, і сліди їх раннього заселення території можуть бути знайдені в топонімах міста, які походять з їхної мови. Їх назва міста, Dadiangas, походить від назви тернистого дерева Ziziphus spina-christi, які колись росли в цій містевості у великій кількості, а на зарас є охоронюваним видів відповідно до Закону Республіки 8371 або Законом про права корінних народів 2007 року. Плем'я Білаан зараз живе пліч-о-пліч з новим поколінням поселенців міста та іншими іммігрантами.

### Хвилі міграції
Організований в рамках Національної Адміністрації Заселення Землі (NLSA) Урядом Співдружності на чолі з президентом Мануелем Л. Кесон (Manuel L. Quezon), генерал Пауліно Сантос очолив переселення 62 християнських поселенців з міста Лузон на берг затоки Сарангані (Sarangani) за допомогою пароплава «Басілан» з Compañia Maritima 27 лютого 1939 року. 62 піонерів, в основному, випуксники сільськігосподарських і торгівельних університетів, були першою великою групою поселенців що висадалися в цьому районі з місією старанно обробляти регіон. Після цього першого потоку піонерів, ще кілька тисяч християн з остнова Лузон і Вісайських островів згодом переїхали в регіон, поступово спонукавши переселення частини племені Бліаан в гори, у результаті чого вони втратили засоби для існування.

## Географія
| Кліматограма Генерал-Сантос                                                                     | Кліматограма Генерал-Сантос | Кліматограма Генерал-Сантос | Кліматограма Генерал-Сантос | Кліматограма Генерал-Сантос | Кліматограма Генерал-Сантос | Кліматограма Генерал-Сантос | Кліматограма Генерал-Сантос | Кліматограма Генерал-Сантос | Кліматограма Генерал-Сантос | Кліматограма Генерал-Сантос | Кліматограма Генерал-Сантос |
| ----------------------------------------------------------------------------------------------- | --------------------------- | --------------------------- | --------------------------- | --------------------------- | --------------------------- | --------------------------- | --------------------------- | --------------------------- | --------------------------- | --------------------------- | --------------------------- |
| С                                                                                               | Л                           | Б                           | К                           | Т                           | Ч                           | Л                           | С                           | В                           | Ж                           | Л                           | Г                           |
| 89 32 24                                                                                        | 74 32 24                    | 41 32 25                    | 48 33 25                    | 104 32 25                   | 122 31 25                   | 109 31 24                   | 84 31 24                    | 81 31 24                    | 107 31 24                   | 96 31 24                    | 91 32 24                    |
| Середня макс. і мін. температури повітря (°C) Атмосферні опади (мм), за рік : 1046 мм. Джерело: |                             |                             |                             |                             |                             |                             |                             |                             |                             |                             |                             |

Місто Генерал-Сантос знаходиться в південній частині Філіппін. Віно розташоване на 6 ° 7'N 125 ° 10'E широти. Місто знаходиться на південному сході від Маніли, південному сході від Себу і південному заході від Давао. Місто межує з муніципалітетами належащами до провінції Сарангані, а саме Алабель на сході, і Маасім на півдні. Генерал-Сантос на півночі також граничить з муніципалітом Поломок, що належить до провінції Південний Котабато і муніципалітетом Малунгон, що належить до провінції Сарангані; місто також граничить з муніципалітет Тіболі на заході.

### Клімат
Генерал-Сантос має тропічний вологий і сухий клімат (згідно з класифікацією кліматів Кеппена це Aw). Місто вважається одним з найбільш сухих місць на Філіппінах, навіть попри те, що воно має менш виражений сухий сезон.
| Клімат Генерал-Сантос   | Клімат Генерал-Сантос | Клімат Генерал-Сантос | Клімат Генерал-Сантос | Клімат Генерал-Сантос | Клімат Генерал-Сантос | Клімат Генерал-Сантос | Клімат Генерал-Сантос | Клімат Генерал-Сантос | Клімат Генерал-Сантос | Клімат Генерал-Сантос | Клімат Генерал-Сантос | Клімат Генерал-Сантос | Клімат Генерал-Сантос |
| Показник                | Січ.                  | Лют.                  | Бер.                  | Квіт.                 | Трав.                 | Черв.                 | Лип.                  | Серп.                 | Вер.                  | Жовт.                 | Лист.                 | Груд.                 | Рік                   |
| Абсолютний максимум, °C | 40,0                  | 37,8                  | 38,9                  | 38,3                  | 40,0                  | 42,8                  | 40,0                  | 37,8                  | 40,0                  | 38,9                  | 36,7                  | 37,8                  | 42,8                  |
| Середній максимум, °C   | 31,7                  | 31,7                  | 32,2                  | 32,8                  | 31,7                  | 30,6                  | 30,6                  | 30,6                  | 30,6                  | 31,1                  | 31,1                  | 31,7                  | 31,4                  |
| Середня температура, °C | 27,8                  | 28,2                  | 28,8                  | 29,1                  | 28,7                  | 27,9                  | 27,7                  | 27,6                  | 27,7                  | 27,9                  | 28,1                  | 28,2                  | 28,2                  |
| Середній мінімум, °C    | 23,9                  | 24,4                  | 24,9                  | 24,9                  | 24,9                  | 24,9                  | 23,9                  | 23,9                  | 23,9                  | 23,9                  | 23,9                  | 23,9                  | 24,3                  |
| Абсолютний мінімум, °C  | 18,9                  | 18,9                  | 20,0                  | 20,0                  | 17,8                  | 21,7                  | 20,0                  | 19,4                  | 20,0                  | 21,1                  | 21,7                  | 20,0                  | 17,8                  |
| Норма опадів, мм        | 89                    | 74                    | 41                    | 48                    | 104                   | 122                   | 109                   | 84                    | 81                    | 107                   | 96                    | 91                    | 1046                  |
| Днів з дощем            | 8                     | 7                     | 6                     | 7                     | 10                    | 13                    | 10                    | 12                    | 11                    | 13                    | 10                    | 9                     | 116                   |
| Вологість повітря, %    | 77                    | 76                    | 75                    | 76                    | 79                    | 82                    | 82                    | 82                    | 82                    | 82                    | 84                    | 79                    | 79                    |
| ----------------------- | --------------------- | --------------------- | --------------------- | --------------------- | --------------------- | --------------------- | --------------------- | --------------------- | --------------------- | --------------------- | --------------------- | --------------------- | --------------------- |
| Джерело:                |                       |                       |                       |                       |                       |                       |                       |                       |                       |                       |                       |                       |                       |

### Баранґаї
Генерал-Сантос географічно поділений на 26 баранґаїв:
- Apopong
- Baluan
- Batomelong
- Buayan
- Bula
- Calumpang
- City Heights
- Conel
- Dadiangas East
- Dadiangas North
- Dadiangas South
- Dadiangas West
- Fatima
- Katangawan
- Labangal
- Lagao (1st & 3rd)
- Ligaya
- Mabuhay
- Olympog
- San Isidro (Lagao 2nd)
- San Jose
- Siguel
- Sinawal
- Tambler
- Tinagacan
- Upper Labay

## Галерея

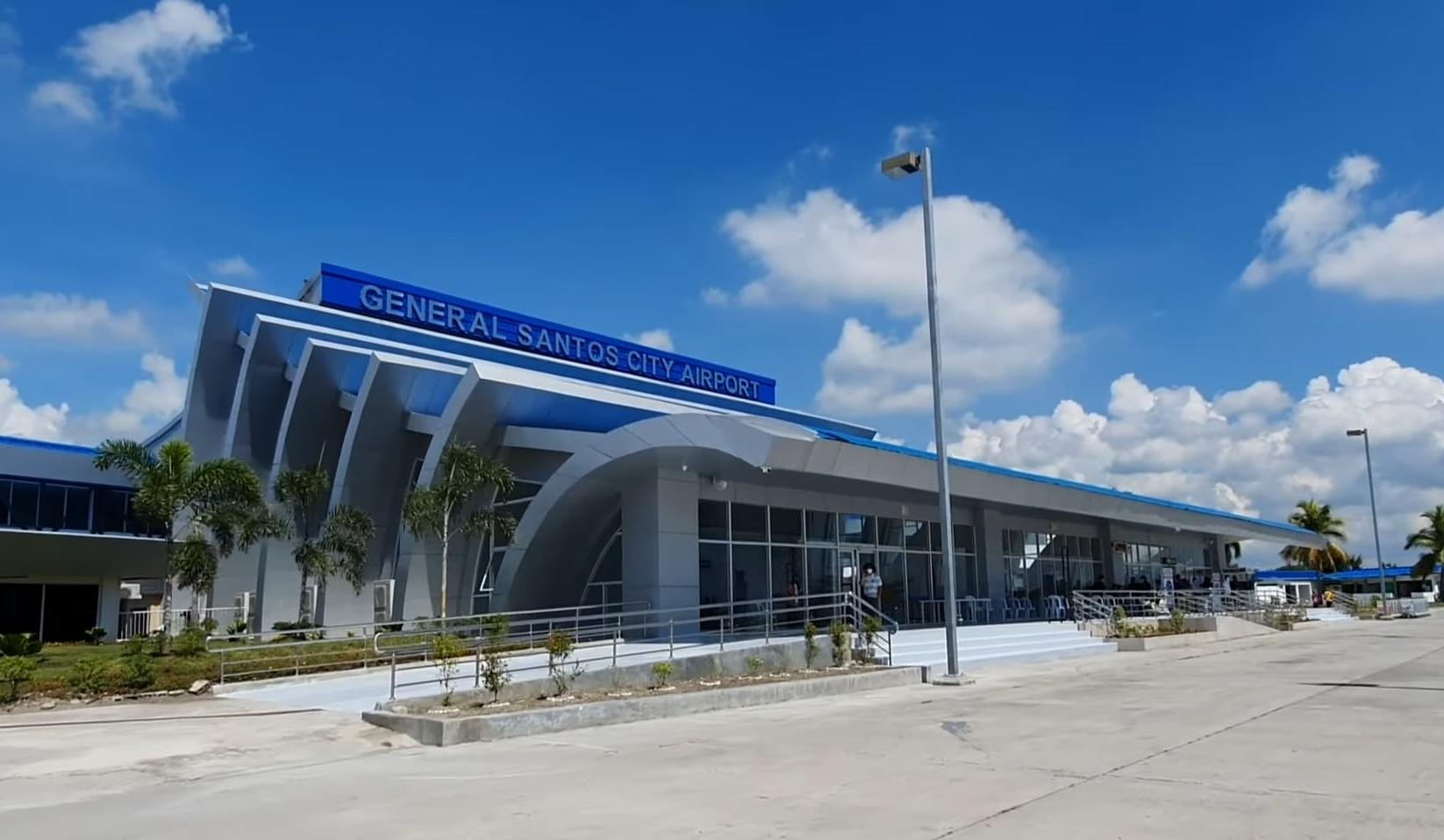
Аеропорт
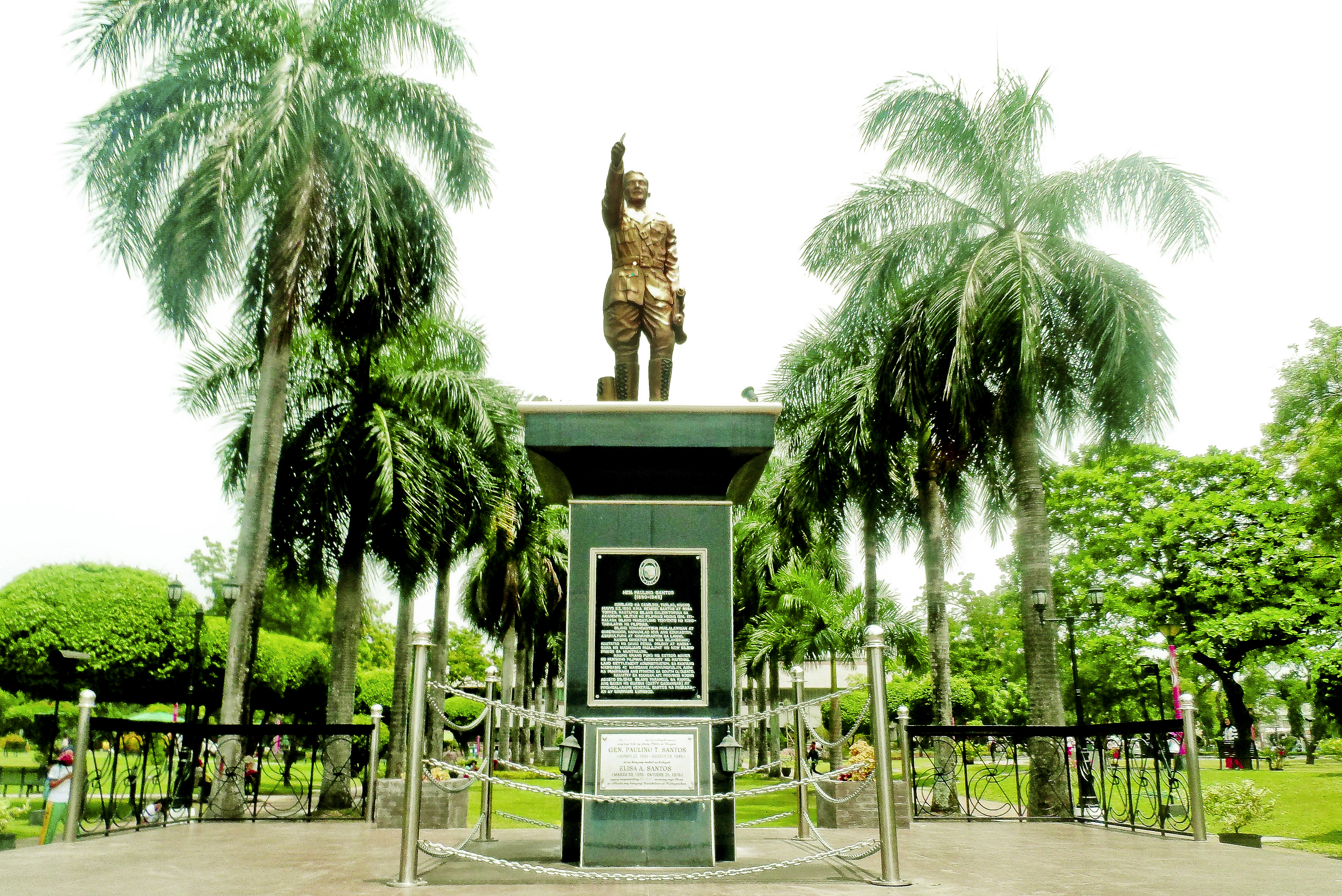
Статуя генерала Пауліно Сантоса, на честь якого названо місто
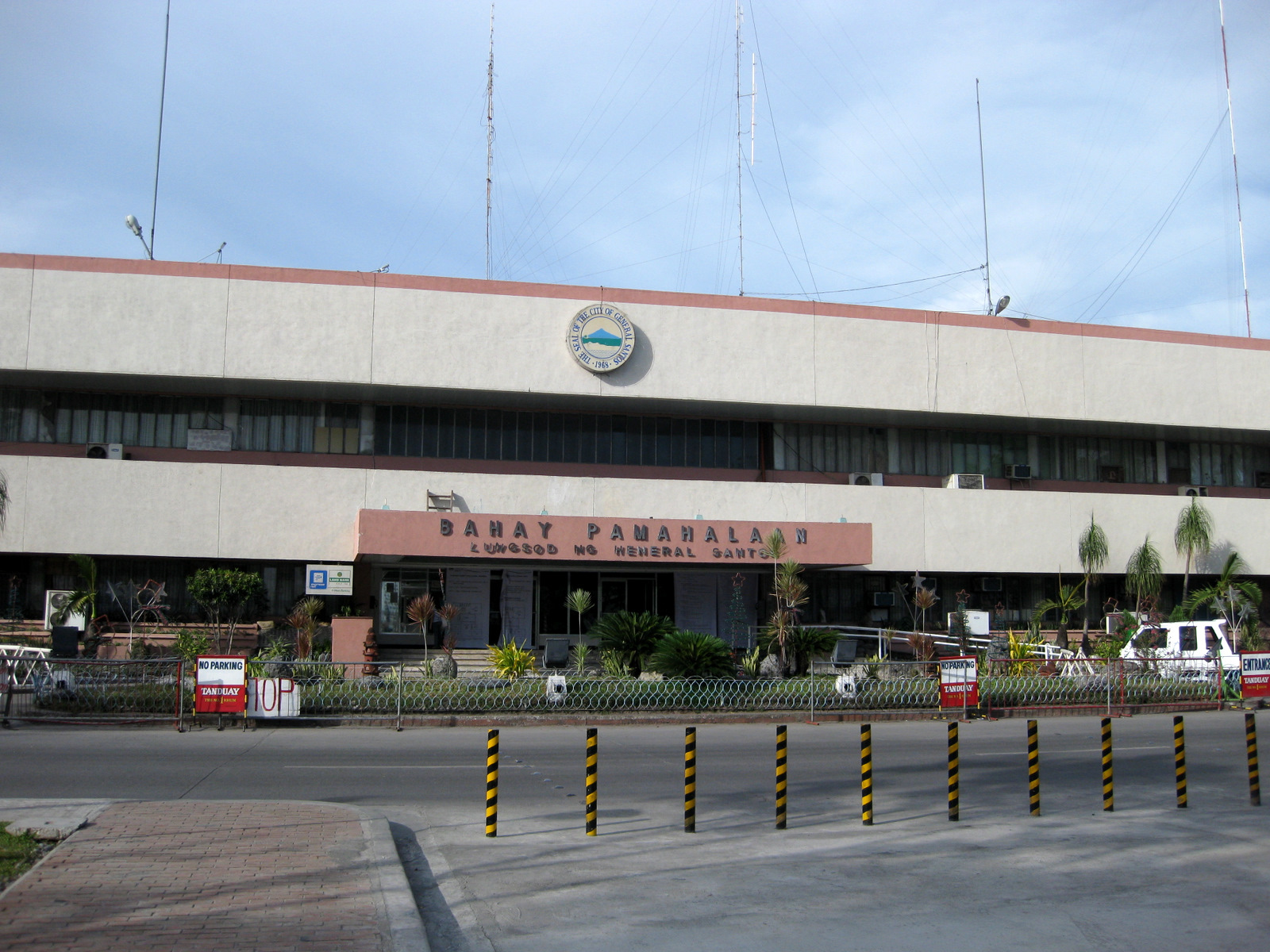
Мерія